# قائمة الأحزاب السياسية حسب الدولة
هذه نظرة على قائمة الأحزاب السياسية حسب الدولة، على شكل جدول. والحزب سياسي هو منظمة سياسية تحمل أفكاراً معينة أو تتشكل حول قضية خاصة جداً، والهدف منها المساهمة في السلطة، غالباً عن طريق الانتخابات.

## جدول

### أ
| الدولة                   | نظام الحزب         | نظام الحزب       | نظام الحزب        | نظام الحزب        | الحزب الحاكم أو التحالف | الإنتخابات الأخيرة |
| الدولة                   | نظام متعدد الأحزاب | نظام ثنائي الحزب | نظام الحزب الحاكم | نظام الحزب الواحد | الحزب الحاكم أو التحالف | الإنتخابات الأخيرة |
| أبخازيا                  | •                  |                  |                   |                   | أبخازيا المتحدة، أمتساخرا، أيتايرا | الانتخابات البرلمانية 2007 |
| أذربيجان                 |                    |                  | •                 |                   | حزب أذربيجان الجديد | الانتخابات البرلمانية 2005 |
| الاتحاد الأوروبي         | •                  |                  |                   |                   | حزب الشعب الأوروبي وحزب الاشتراكيين الأوروبيين (لا قوي مباشرة مستقلة) | انتخابات الاتحاد الأوروبي 2009 |
| إثيوبيا                  | •                  |                  |                   |                   | الجبهة الديمقراطية الثورية الشعبية الاثيوبية | الانتخابات العامة 2005 |
| الأرجنتين                | •                  |                  |                   |                   | حزب جبهة النصر - حزب العدالة | الانتخابات العامة 2007 الانتخابات التشريعية 2009 |
| الأردن                   | •                  |                  |                   |                   | (لا يوجد) | الانتخابات البرلمانية 2010 |
| أرمينيا                  | •                  |                  |                   |                   | الحزب الجمهوري الأرمني | الانتخابات البرلمانية 2007 |
| أروبا                    |                    | •                |                   |                   | حزب أروبا الشعبي | الانتخابات العامة 2009 |
| إريتريا                  |                    |                  |                   | •                 | | الجبهة الشعبية للديمقراطية والعدالة |
| إسبانيا                  | •                  |                  |                   |                   | حزب العمل الاشتراكي الأسباني | الانتخابات العامة 2008 |
| إستونيا                  | •                  |                  |                   |                   | حزب الإصلاح الإستوني، برو باتريا واتحاد ريس الشعبي | الانتخابات البرلمانية 2011 |
| أستراليا                 | •                  |                  |                   |                   | حزب العمل الأسترا الي، خضر أستراليا | الانتخابات الفيدرالية الأسترالية |
| إسرائيل                  | •                  |                  |                   |                   | حزب الليكود، إسرائيل بيتنا، شاس، حزب العمل، كاديما، الحزب الشيوعي | الانتخابات التشريعية |
| جمهورية أفريقيا الوسطى   | •                  |                  |                   |                   | الإتجاه الوطني كواناكواه | الانتخابات العامة 2005 |
| أفغانستان                | •                  |                  |                   |                   | (لا يوجد) | الانتخابات الرئاسية 2009 الانتخابات البرلمانية 2010 |
| الإكوادور                | •                  |                  |                   |                   | تحالف الفخر والسيادة الوطني | الانتخابات العامة 2009 |
| ألبانيا                  | •                  |                  |                   |                   | الحزب الديمقراطي الألباني، حركة الدمج الاشتراكية، الحزب الجمهوري الألباني | الانتخابات البرلمانية 2009 |
| ألمانيا                  | •                  |                  |                   |                   | الاتحاد الديمقراطي المسيحي، الاتحاد الاجتماعي المسيحي، الحزب الديمقراطي الحر | الانتخابات الفيدرالية 2009 |
| الإمارات العربية المتحدة |                    |                  |                   |                   | الإمارات هي دولة شبه ديمقراطية غير حزبية منذ حظر جميع الأحزاب، والمجلس الوطني الاتحادي هو هيئة الإمارات البرلمانية، ويتألف من 40 عضواً يمثلون الإمارات السبعة، أن يعين نصفهم من قبل حكام الولايات التأسيسية والنصف الآخر ينتخب لولاية مدتها سنتين، مع المهام الاستشارية فقط. | الإمارات هي دولة شبه ديمقراطية غير حزبية منذ حظر جميع الأحزاب، والمجلس الوطني الاتحادي هو هيئة الإمارات البرلمانية، ويتألف من 40 عضواً يمثلون الإمارات السبعة، أن يعين نصفهم من قبل حكام الولايات التأسيسية والنصف الآخر ينتخب لولاية مدتها سنتين، مع المهام الاستشارية فقط. |
| أنتيغوا وباربودا         |                    | •                |                   |                   | الحزب التقدمي الموحد | الانتخابات العامة 2009 |
| إندونيسيا                | •                  |                  |                   |                   | الحزب الديمقراطي (إندونسيا) | الانتخابات التشريعية 2009، الانتخابات الرئاسية 2009 |
| أنغويلا                  | •                  |                  |                   |                   | جبهة أنغويلا المتحدة : تحالف أنغويلا الوطني، الحزب الديمقراطي لأنغويلا | الانتخابات العامة 2010 |
| أندورا                   | •                  |                  |                   |                   | الائتلاف الإصلاحي: حزب أندورا الليبرالي، اتحاد لورديان، الوسط الجديد، الأستقلال لأوردينو | الانتخابات البرلمانية 2009 |
| أنغولا                   |                    |                  | •                 |                   | الحركة الشعبية لتحرير أنغولا - حزب العمل | الانتخابات التشريعية 2008 |
| أوروغواي                 | •                  |                  |                   |                   | الجبهة العريضة | الانتخابات العامة 2009 |
| أوزبكستان                |                    |                  | •                 |                   | الحزب الديمقراطي الشعبي الأوزبكستاني | الانتخابات البرلمانية 2009–2010 |
| أوغندا                   |                    |                  | •                 |                   | حركة المقاومة الوطنية | الانتخابات العامة 2006 |
| أوكرانيا                 | •                  |                  |                   |                   | حزب المناطق، كتلة ليتفين، الحزب الشيوعي الأوكراني | الانتخابات البرلمانية 2007 الانتخابات الرئاسية 2010 |
| جزر أولاند               | •                  |                  |                   |                   | أولاند الحرة، وسط أولاند | الانتخابات التشريعية 2007 |
| إيران                    |                    |                  | •                 |                   | تحالف بناة إيران الإسلامية | الانتخابات التشريعية 2008 ،الانتخابات الرئاسية 2009 |
| جمهورية أيرلندا          | •                  |                  |                   |                   | فاين جايل، حزب العمال (ايرلندا) | الانتخابات العامة 2011 |
| أيسلندا                  | •                  |                  |                   |                   | التحالف الديمقراطي الاجتماعي، حركة اليسار الأخضر | الانتخابات البرلمانية 2009 |
| إيطاليا                  | •                  |                  |                   |                   | مواطنو الحريية، ليجا الشمالية، الحركة من أجل الحكم الذاتية | الانتخابات العامة |
| ------------------------ | ------------------ | ---------------- | ----------------- | ----------------- | --- | --- |

### ب
| الدولة              | نظام الحزب                | نظام الحزب                | نظام الحزب                | نظام الحزب                | الحزب الحاكم أو التحالف | الإنتخابات الأخيرة                                          |
| الدولة              | نظام متعدد الأحزاب        | نظام ثنائي الحزب          | نظام الحزب الحاكم         | نظام الحزب الواحد         | الحزب الحاكم أو التحالف | الإنتخابات الأخيرة                                          |
| بابوا غينيا الجديدة | •                         |                           |                           |                           | التحالف الوطني | الانتخابات العامة 2007                                      |
| باكستان             | •                         |                           |                           |                           | حزب الشعب الباكستاني | الانتخابات العامة 2008، الانتخابات الرئاسية 2008            |
| باراغواي            | •                         |                           |                           |                           | التحالف الوطني للتغيير (أي بي سي) | الانتخابات العامة 2008                                      |
| بالاو               |                           |                           |                           |                           | لا يوجد حزب سياسي فعلياً لان بالاو دولة ديمقراطية غير حزبية. | لا يوجد حزب سياسي فعلياً لان بالاو دولة ديمقراطية غير حزبية. |
| باربادوس            |                           | •                         |                           |                           | حزب العمل الديمقراطي | الانتخابات العامة 2008                                      |
| البحرين             |                           |                           | •                         |                           | الوفاق | الانتخابات البرلمانية 2006                                  |
| البرازيل            | •                         |                           |                           |                           | حزب العمال | الانتخابات العامة 2010                                      |
| البرتغال            | •                         |                           |                           |                           | الجزب الأشتراكي البرتغالي | الانتخابات التشريعية 2009                                   |
| برمودا              |                           | •                         |                           |                           | حزب العمل التقدمي | الانتخابات العامة 2007                                      |
| بروناي              | (لا يوجد حزب سياسي فعليا) | (لا يوجد حزب سياسي فعليا) | (لا يوجد حزب سياسي فعليا) | (لا يوجد حزب سياسي فعليا) | (لا يوجد حزب سياسي فعليا) | (لا انتخابات)                                               |
| بلغاريا             | •                         |                           |                           |                           | حزب المواطنين للتقدم الأوروبي ببلغاريا | الانتخابات البرلمانية 2009                                  |
| بليز                |                           | •                         |                           |                           | الحزب الديمقراطي | الانتخابات التشريعية 2008                                   |
| بلجيكا              | •                         |                           |                           |                           | المسيحيون الديمقراطيون في فيلامز، رابطة الأحرار الديمقراطيين المفتوجة في فيلامز، الحزب الأشتراكي، الحركة الإصلاحية، المركز الديمقراطي البشري (حامي الحكومة منذ 24أبريل 2010) | الانتخابات العامة 2010                                      |
| بنغلاديش            | •                         |                           |                           |                           | التحالف الكبير: حزب رابطة اوامي بنغلاديش، حزب جاتيا، جاتيو ساماجتانتريك دال، حزب العمال البنغلاديشي، الحزب الديمقراطي الليبرالي                                              | الانتخابات العامة 2008                                      |
| بنما                | •                         |                           |                           |                           | الحزب البنمي، التغيير الديمقراطي | الانتخابات العامة 2009                                      |
| بنين                | •                         |                           |                           |                           | قوات كوري الناشئة لبنين | الانتخابات البرلمانية                                       |
| الباهاما            | •                         |                           |                           |                           | حركة الحرية الوطنية | الانتخابات العامة 2007                                      |
| بوتان               |                           | •                         |                           |                           | حزب بوتان للسلام والنجاح | الانتخابات العامة 2008                                      |
| بوتسوانا            |                           |                           | •                         |                           | الحزب الديمقراطي البوتسواني | الانتخابات العامة 2009                                      |
| بورتوريكو           | •                         |                           |                           |                           | الحزب التقدمي الجديد | الانتخابات العامة 2008                                      |
| بوركينا فاسو        |                           |                           | •                         |                           | مؤتمر الديمقراطية والتقدم | الانتخابات البرلمانية 2007                                  |
| بورما               | (لا يوجد حزب سياسي فعليا) | (لا يوجد حزب سياسي فعليا) | (لا يوجد حزب سياسي فعليا) | (لا يوجد حزب سياسي فعليا) | (لا يوجد حزب سياسي فعليا) | الانتخابات العامة 2010                                      |
| بوروندي             | •                         |                           |                           |                           | المجلس الوطني للدفاع عن الدميقراطية – القوي للدفاع عن الديمقراطية | الانتخابات التشريعية 2005                                   |
| البوسنة والهرسك     | •                         |                           |                           |                           | (لا يوجد) | الانتخابات العامة 2010                                      |
| بولندا              | •                         |                           |                           |                           | منهاج المدنية | الانتخابات البرلمانية 2007                                  |
| بوليفيا             | •                         |                           |                           |                           | الحركة من اجل الاشتراكية | الانتخابات العامة 2009                                      |
| بولينزيا الفرنسية   |                           | •                         |                           |                           | اوه بورينيتيا تو تاتو اياء | الانتخابات التشريعية 2008                                   |
| جزر بيتكيرن         |                           |                           |                           |                           | لا يوجد أحزاب في جزر بيتكرين لانها دولة ديمقرطية غير حزبية | لا يوجد أحزاب في جزر بيتكرين لانها دولة ديمقرطية غير حزبية  |
| بيرو                | •                         |                           |                           |                           | التحالف الشعبي الثوري الأمريكي (ابرا) | الانتخابات العامة 2006                                      |
| بيلاروس             |                           |                           | •                         |                           | الأحزاب تتبع الرئيس | الانتخابات البرلمانية 2008                                  |
| ------------------- | ------------------------- | ------------------------- | ------------------------- | ------------------------- | --- | ----------------------------------------------------------- |

### ت
| الدولة            | نظام الحزب         | نظام الحزب       | نظام الحزب        | نظام الحزب        | الحزب الحاكم أو التحالف | الإنتخابات الأخيرة                                                                 |
| الدولة            | نظام متعدد الأحزاب | نظام ثنائي الحزب | نظام الحزب الحاكم | نظام الحزب الواحد | الحزب الحاكم أو التحالف | الإنتخابات الأخيرة                                                                 |
| تايلاند           | •                  |                  |                   |                   | | الحزب الديمقراطي                                                                   |
| تايوان            | •                  |                  |                   |                   | كيومنتاج | الانتخابات التشريعية 2008 الانتخابات الرئاسية 2008                                 |
| ترانسنيستريا      | •                  |                  |                   |                   | |                                                                                    |
| جزر توركس وكايكوس |                    | •                |                   |                   | |                                                                                    |
| تركمانستان        |                    |                  |                   | •                 | الحزب الديمقراطي لتركمنستان |                                                                                    |
| تركيا             | •                  |                  |                   |                   | حزب العدالة والتنمية | الانتخابات العامة 2011                                                             |
| ترينيداد وتوباغو  |                    | •                |                   |                   | شراكة الناس | الانتخابات العامة 2010                                                             |
| تشاد              |                    |                  | •                 |                   | حركة الإنقاذ الوطني | الانتخابات البرلمانية 2002                                                         |
| جمهورية التشيك    | •                  |                  |                   |                   | الحزب الديمقراطي، أعلي 09، الشؤون العامة | الانتخابات التشريعية 2010                                                          |
| تشيلي             | •                  |                  |                   |                   | ائتلاف التغيير | الانتخابات البرلمانية 2009 الانتخابات الرئاسية 2009–2010                           |
| تنزانيا           |                    |                  | •                 |                   | تشاما تشا ما بيندوزى |                                                                                    |
| توغو              |                    |                  | •                 |                   | تجمع الشعب التوغولي | الانتخابات البرلمانية 2007                                                         |
| توفالو            |                    |                  |                   |                   | توفالو بحكم الواقع ذو ديمقراطية غير حزبية نظراً لعدم وجود الأحزاب السياسية الفعلية.                                                                     | توفالو بحكم الواقع ذو ديمقراطية غير حزبية نظراً لعدم وجود الأحزاب السياسية الفعلية. |
| توكلاو            |                    |                  |                   |                   | توكلو بحكم الواقع ذو ديمقراطية غير حزبية نظراً لعدم وجود الأحزاب السياسية الفعلية.                                                                      | توكلو بحكم الواقع ذو ديمقراطية غير حزبية نظراً لعدم وجود الأحزاب السياسية الفعلية.  |
| تونغا             | •                  |                  |                   |                   | |                                                                                    |
| تونس              | •                  |                  |                   |                   | نداء تونس، حركة النهضة، الاتحاد الوطني الحر، آفاق تونس                                                                                                 | الانتخابات التشريعية 2014                                                          |
| تيمور الشرقية     | •                  |                  |                   |                   | الجبهة الثورية لتيمور الشرقية المستقلة، المؤتمر الوطني لإعادة إعمار تيمور الشرقية الحزب الديمقراطي الاجتماعي، الرابطة الديمقراطية الاجتماعية التيمورية | الانتخابات البرلمانية 2007 الانتخابات الرئاسية 2007                                |
| ----------------- | ------------------ | ---------------- | ----------------- | ----------------- | --- | ---------------------------------------------------------------------------------- |

### ج
| الدولة           | نظام الحزب                | نظام الحزب                | نظام الحزب                | نظام الحزب                | الحزب الحاكم أو التحالف | الإنتخابات الأخيرة                                 |
| الدولة           | نظام متعدد الأحزاب        | نظام ثنائي الحزب          | نظام الحزب الحاكم         | نظام الحزب الواحد         | الحزب الحاكم أو التحالف | الإنتخابات الأخيرة                                 |
| جامايكا          |                           | •                         |                           |                           | حزب العمل الجامايكي | الانتخابات العامة 2007                             |
| جبل طارق         | •                         |                           |                           |                           | جبل طارق الديمقراطيين الاشتراكيين                                                                                               | الانتخابات العامة 2007                             |
| الجبل الأسود     | •                         |                           |                           |                           | الحزب الديمقراطي للاشتراكيين، الحزب الديمقراطي الاجتماعي، الاتحاد الديمقراطي للألبان، حزب البوشناق، المبادرة الكرواتية التشيكية | الانتخابات البرلمانية 2009                         |
| غرينادا          |                           | •                         |                           |                           | المؤتمر الديموقراطي الوطني | الانتخابات العامة 2008                             |
| غرينلاند         | •                         |                           |                           |                           | اتاكاتيجييت الأسكيمو | الانتخابات البرلمانية 2009                         |
| الجزائر          | •                         |                           |                           |                           | جبهة التحرير الوطني الجزائرية التجمع الوطني الديمقراطي                                                                          | الانتخابات التشريعية 2007 الانتخابات الرئاسية 2009 |
| جنوب أفريقيا     |                           |                           | •                         |                           | المؤتمر الأفريقي الوطني | الانتخابات العامة                                  |
| أوسيتيا الجنوبية | •                         |                           |                           |                           | الحزب المتحد | الانتخابات البرلمانية 2009                         |
| غوام             |                           | •                         |                           |                           | الحزب الديمقراطي الجوامي | الانتخابات العامة 2008                             |
| جورجيا           |                           |                           | •                         |                           | الحركة الديمقراطية المتحدة | الانتخابات التشريعية 2008                          |
| جيبوتي           |                           |                           | •                         |                           | التجمع الشعبي من أجل التقدم | الانتخابات البرلمانية 2008                         |
| جرزي             | •                         |                           |                           |                           | (لا يوجد) | الانتخابات العامة 2008                             |
| غرنزي            | (لا يوجد حزب سياسي فعليا) | (لا يوجد حزب سياسي فعليا) | (لا يوجد حزب سياسي فعليا) | (لا يوجد حزب سياسي فعليا) | (لا يوجد حزب سياسي فعليا) | الانتخابات العامة 2008                             |
| ---------------- | ------------------------- | ------------------------- | ------------------------- | ------------------------- | --- | -------------------------------------------------- |

### د
| الدولة              | نظام الحزب         | نظام الحزب       | نظام الحزب        | نظام الحزب        | الحزب الحاكم أو التحالف          | الإنتخابات الأخيرة                                  |
| الدولة              | نظام متعدد الأحزاب | نظام ثنائي الحزب | نظام الحزب الحاكم | نظام الحزب الواحد | الحزب الحاكم أو التحالف          | الإنتخابات الأخيرة                                  |
| الدنمارك            |                    | •                |                   |                   |                                  | الانتخابات البرلمانية 2007                          |
| دومينيكا            |                    | •                |                   |                   | حزب العمل دومينيكا               | الانتخابات العامة 2005                              |
| جمهورية الدومينيكان | •                  |                  |                   |                   | حزب الحرية الدومينيكي (بي ال دي) | الانتخابات الرئاسية 2008 الانتخابات البرلمانية 2010 |
| ------------------- | ------------------ | ---------------- | ----------------- | ----------------- | -------------------------------- | --------------------------------------------------- |

### ر
| الدولة       | نظام الحزب         | نظام الحزب       | نظام الحزب        | نظام الحزب        | الحزب الحاكم أو التحالف                                   | الإنتخابات الأخيرة                                 |
| الدولة       | نظام متعدد الأحزاب | نظام ثنائي الحزب | نظام الحزب الحاكم | نظام الحزب الواحد | الحزب الحاكم أو التحالف                                   | الإنتخابات الأخيرة                                 |
| الرأس الأخضر |                    | •                |                   |                   | الحزب الأفريقي لاستقلال الرأس الأخضر                      | الانتخابات البرلمانية 2006                         |
| رواندا       |                    |                  | •                 |                   | الجبهة الوطنية الرواندية                                  | الانتخابات البرلمانية 2008                         |
| روسيا        |                    |                  | •                 |                   | الاتحاد الروسي                                            | الانتخابات التشريعية 2007 الانتخابات الرئاسية 2008 |
| رومانيا      | •                  |                  |                   |                   | الحزب الديمقراطي الليبرالي (رفض من قبل البرلمان الروماني) | الانتخابات التشريعية 2008 الانتخابات الرئاسية 2009 |
| ------------ | ------------------ | ---------------- | ----------------- | ----------------- | --------------------------------------------------------- | -------------------------------------------------- |

### ز
| الدولة   | نظام الحزب         | نظام الحزب       | نظام الحزب        | نظام الحزب        | الحزب الحاكم أو التحالف                                                                | الإنتخابات الأخيرة                                  |
| الدولة   | نظام متعدد الأحزاب | نظام ثنائي الحزب | نظام الحزب الحاكم | نظام الحزب الواحد | الحزب الحاكم أو التحالف                                                                | الإنتخابات الأخيرة                                  |
| زامبيا   | •                  |                  |                   |                   | الحركة الديمقراطية متعددة الأحزاب                                                      | الانتخابات الرئاسية 2008                            |
| زيمبابوي |                    | •                |                   |                   | الاتحاد الوطني الزيمبابوي الأفريقي- الجبهة الوطنية، حركة التغيير الديمقراطي- تسفنجيراي | الانتخابات البرلمانية 2008،الانتخابات الرئاسية 2008 |
| -------- | ------------------ | ---------------- | ----------------- | ----------------- | -------------------------------------------------------------------------------------- | --------------------------------------------------- |

### س
| الدولة                  | نظام الحزب                  | نظام الحزب                  | نظام الحزب                  | نظام الحزب                  | الحزب الحاكم أو التحالف | الإنتخابات الأخيرة                                 |                        |
| الدولة                  | نظام متعدد الأحزاب          | نظام ثنائي الحزب            | نظام الحزب الحاكم           | نظام الحزب الواحد           | الحزب الحاكم أو التحالف | الإنتخابات الأخيرة                                 |                        |
| ساحل العاج              |                             | •                           |                             |                             | الجبهة الشعبية ساحل العاجي | الانتخابات البرلمانية 2000–2001                    |                        |
| ساموا                   |                             |                             | •                           |                             | حزب حماية حقوق الإنسان | الانتخابات العامة 2006                             |                        |
| ساموا الأمريكية         |                             |                             |                             |                             | | الانتخابات العامة 2006                             |                        |
| سان بيير وميكلون        | •                           |                             |                             |                             | لا معلومات | لا معلومات                                         |                        |
| سانت فينسنت والغرينادين |                             | •                           |                             |                             | لا معلومات | لا معلومات                                         |                        |
| سانت كيتس ونيفيس        |                             | •                           |                             |                             | لا معلومات | لا معلومات                                         |                        |
| سانت لوسيا              |                             | •                           |                             |                             | لا معلومات | لا معلومات                                         |                        |
| سانت هيلينا             | (لا حزب سياسي فعليا)        | (لا حزب سياسي فعليا)        | (لا حزب سياسي فعليا)        | (لا حزب سياسي فعليا)        | (لا حزب سياسي فعليا) | (لا حزب سياسي فعليا)                               |                        |
| ساو تومي وبرينسيب       | •                           |                             |                             |                             | لا معلومات | لا معلومات                                         |                        |
| سان مارينو              | •                           |                             |                             |                             | لا معلومات | لا معلومات                                         |                        |
| سريلانكا                |                             | •                           |                             |                             | التحالف الشعبي الحر المتحد |                                                    |                        |
| السعودية                | (لا حزب سياسي فعليا)        | (لا حزب سياسي فعليا)        | (لا حزب سياسي فعليا)        | (لا حزب سياسي فعليا)        | (لا حزب سياسي فعليا) | (لا حزب سياسي فعليا)                               |                        |
| إلسالفادور              | •                           |                             |                             |                             | جبهة التحرير الوطني فارابوندو مارتي (فملن) | الانتخابات التشريعية 2009 الانتخابات الرئاسية 2009 |                        |
| السنغال                 | •                           |                             |                             |                             | لا معلومات | لا معلومات                                         |                        |
| سنغافورة                |                             |                             | •                           |                             | حزب الحركة الشعبي | الانتخابات العامة 2011                             |                        |
| السودان                 |                             |                             | •                           |                             | حزب المؤتمر الوطني | حزب المؤتمر الوطني                                 | الانتخابات العامة 2016 |
| سلوفاكيا                | •                           |                             |                             |                             | لا معلومات | لا معلومات                                         |                        |
| سلوفينيا                | •                           |                             |                             |                             | لا معلومات | لا معلومات                                         |                        |
| إسواتيني                | (لا يوحد أحزاب سياسة فعلية) | (لا يوحد أحزاب سياسة فعلية) | (لا يوحد أحزاب سياسة فعلية) | (لا يوحد أحزاب سياسة فعلية) | (لا يوحد أحزاب سياسة فعلية) | (لا يوحد أحزاب سياسة فعلية)                        |                        |
| السودان                 |                             |                             | •                           |                             | لا معلومات | لا معلومات                                         |                        |
| سوريا                   |                             |                             |                             | •                           | حزب البعث العربي الاشتراكي | الانتخابات عام 2000                                |                        |
| سورينام                 | •                           |                             |                             |                             | لا معلومات | لا معلومات                                         |                        |
| جزر سليمان              | •                           |                             |                             |                             | لا معلومات | الانتخابات العامة                                  |                        |
| السويد                  | •                           |                             |                             |                             | التحالف السويدي:التجمع المعتدل، الشعب الليبرالي،الوسط السويدي،الديمقراطيون المسيحيون                                                           | الانتخابات العامة 2010                             |                        |
| سويسرا                  | •                           |                             |                             |                             | حزب الشعب السويسري، الحزب الديمقراطي الحر - الليبراليون، الحزب الديمقراطي الأشتراكي، الحزب الديمقراطي الشعبي المسيحي، الحزب الديمقراطي المتحفظ | انتخابات المجلس الأستشاري 2009                     |                        |
| سيراليون                | •                           |                             |                             |                             | لا معلومات | لا معلومات                                         |                        |
| سيشل                    |                             | •                           |                             |                             | لا معلومات | لا معلومات                                         |                        |
| ----------------------- | --------------------------- | --------------------------- | --------------------------- | --------------------------- | --- | -------------------------------------------------- | ---------------------- |

### ص
| الدولة                | نظام الحزب                  | نظام الحزب                  | نظام الحزب                  | نظام الحزب                  | الحزب الحاكم أو التحالف | الإنتخابات الأخيرة                 |
| الدولة                | نظام متعدد الأحزاب          | نظام ثنائي الحزب            | نظام الحزب الحاكم           | نظام الحزب الواحد           | الحزب الحاكم أو التحالف | الإنتخابات الأخيرة                 |
| الصحراء الغربية       |                             |                             |                             | •                           | جبهة البوليساريو | الانتخابات التشريعية 2008          |
| صربيا                 | •                           |                             |                             |                             | من أجل صربيا أوروبية، الحزب الأشتراكي الصربي، حزب المتقاعدين المتحدين الصربي ، صربيا المتحدة، الائتلاف المجري، قائمة السنجق | الانتخابات البرلمانية 2008         |
| الصومال               | (لا يوحد أحزاب سياسة فعلية) | (لا يوحد أحزاب سياسة فعلية) | (لا يوحد أحزاب سياسة فعلية) | (لا يوحد أحزاب سياسة فعلية) | (لا يوحد أحزاب سياسة فعلية)                                                                                                 | (لا يوحد أحزاب سياسة فعلية)        |
| جمهورية الصين الشعبية |                             |                             |                             | •                           | الحزب الشيوعي الصيني | انتخابات المجلس الوطني الشعبي 2008 |
| --------------------- | --------------------------- | --------------------------- | --------------------------- | --------------------------- | --- | ---------------------------------- |

### ط
| الدولة    | نظام الحزب         | نظام الحزب       | نظام الحزب        | نظام الحزب        | الحزب الحاكم أو التحالف | الإنتخابات الأخيرة                 |
| الدولة    | نظام متعدد الأحزاب | نظام ثنائي الحزب | نظام الحزب الحاكم | نظام الحزب الواحد | الحزب الحاكم أو التحالف | الإنتخابات الأخيرة                 |
| طاجيكستان |                    |                  |                   | •                 |                         | الحزب الديمقراطي الشعبي لطاجيكستان |
| --------- | ------------------ | ---------------- | ----------------- | ----------------- | ----------------------- | ---------------------------------- |

### ع
| الدولة                   | نظام الحزب         | نظام الحزب       | نظام الحزب        | نظام الحزب        | الحزب الحاكم أو التحالف       | الإنتخابات الأخيرة        |
| الدولة                   | نظام متعدد الأحزاب | نظام ثنائي الحزب | نظام الحزب الحاكم | نظام الحزب الواحد | الحزب الحاكم أو التحالف       | الإنتخابات الأخيرة        |
| العراق                   | •                  |                  |                   |                   |                               | الانتخابات التشريعية 2018 |
| عمان                     |                    |                  |                   |                   | (لا يوجد حزب سياسي فعليا)     | (لا يوجد حزب سياسي فعليا) |
| الجزر العذراء الأمريكية  | •                  |                  |                   |                   | الحزب الديمقراطي لجزء العذراء | الانتخابات العامة 2008    |
| الجزر العذراء البريطانية | •                  |                  |                   |                   | حزب جزء العذراء               | الانتخابات العامة 2007    |
| ------------------------ | ------------------ | ---------------- | ----------------- | ----------------- | ----------------------------- | ------------------------- |

### غ
| الدولة           | نظام الحزب         | نظام الحزب       | نظام الحزب        | نظام الحزب        | الحزب الحاكم أو التحالف                     | الإنتخابات الأخيرة                                   |
| الدولة           | نظام متعدد الأحزاب | نظام ثنائي الحزب | نظام الحزب الحاكم | نظام الحزب الواحد | الحزب الحاكم أو التحالف                     | الإنتخابات الأخيرة                                   |
| الغابون          |                    |                  |                   | •                 |                                             | الحزب الديمقراطي، أحزاب الأغلبية المؤيدة للحكومة     |
| غامبيا           |                    |                  | •                 |                   | التحالف من أجل إعادة التوجيه الوطني والبناء | الانتخابات البرلمانية 2007                           |
| غانا             | •                  |                  |                   |                   | المؤتمر الديمقراطي الوطني                   | الانتخابات البرلمانية 2008، الانتخابات الرئاسية 2008 |
| غواتيمالا        | •                  |                  |                   |                   | وحدة الأمل الوطني                           | الانتخابات العامة 2007                               |
| غويانا           |                    | •                |                   |                   | الحزب التقدمي الشعبي                        | الانتخابات التشريعية 2006                            |
| غينيا            | •                  |                  |                   |                   | الاتحاد من أجل تقدم غينيا                   | الانتخابات الرئاسية 2010                             |
| غينيا الاستوائية |                    |                  | •                 |                   | الحزب الديمقراطي لغينيا الأستوائية          | الانتخابات البرلمانية 2004                           |
| غينيا بيساو      | •                  |                  |                   |                   | الحزب الأفريقي لاستقلال غينيا والرأس الأخضر | الانتخابات التشريعية 2008                            |
| ---------------- | ------------------ | ---------------- | ----------------- | ----------------- | ------------------------------------------- | ---------------------------------------------------- |

### ف
| الدولة      | نظام الحزب                | نظام الحزب                | نظام الحزب                | نظام الحزب                | الحزب الحاكم أو التحالف                                                              | الإنتخابات الأخيرة                                              |
| الدولة      | نظام متعدد الأحزاب        | نظام ثنائي الحزب          | نظام الحزب الحاكم         | نظام الحزب الواحد         | الحزب الحاكم أو التحالف                                                              | الإنتخابات الأخيرة                                              |
| الفاتيكان   |                           |                           |                           |                           | (لا يوجد حزب سياسي فعلياً)                                                            | (لا يوجد حزب سياسي فعلياً)                                       |
| جزر فارو    | •                         |                           |                           |                           | الحزب المتحد                                                                         | الانتخابات البرلمانية 2008                                      |
| فانواتو     | •                         |                           |                           |                           | الحزب الفانواتو                                                                      | الانتخابات العامة 2008                                          |
| فرنسا       | •                         |                           |                           |                           | الاتحاد من أجل حركة شعبية                                                            | الانتخابات التشريعية 2007 الانتخابات الرئاسية 2007              |
| الفلبين     |                           | •                         |                           |                           |                                                                                      | الحزب الليبرالي الانتخابات العامة 2010 الانتخابات الرئاسية 2010 |
| فلسطين      |                           | •                         |                           |                           | حركة فتح، حركة حماس                                                                  | الانتخابات التشريعية 2006                                       |
| فنزويلا     | •                         |                           |                           |                           | الحزب الاشتراكي الفنزويلي المتحد                                                     | الانتخابات الرئاسية 2006 الانتخابات البرلمانية 2010             |
| فنلندا      | •                         |                           |                           |                           | حزب الوسط، حزب الائتلاف الوطني الفنلندي، الرابطة الخضراء، حزب الشعب السويدي (فنلندا) | الانتخابات البرلمانية 2007                                      |
| جزر فوكلاند | (لا بوجد حزب سياسي فعلياً) | (لا بوجد حزب سياسي فعلياً) | (لا بوجد حزب سياسي فعلياً) | (لا بوجد حزب سياسي فعلياً) | (لا بوجد حزب سياسي فعلياً)                                                            | الانتخابات العامة 2009                                          |
| فيتنام      |                           |                           |                           | •                         | الحزب الشيوعي الفيتنامي                                                              | الانتخابات البرلمانية 2007                                      |
| فيجي        |                           | •                         |                           |                           | (لا يوجد)                                                                            | الانتخابات العامة 2006                                          |
| ----------- | ------------------------- | ------------------------- | ------------------------- | ------------------------- | ------------------------------------------------------------------------------------ | --------------------------------------------------------------- |

### ق
| الدولة          | نظام الحزب         | نظام الحزب       | نظام الحزب        | نظام الحزب        | الحزب الحاكم أو التحالف                       | الإنتخابات الأخيرة           |
| الدولة          | نظام متعدد الأحزاب | نظام ثنائي الحزب | نظام الحزب الحاكم | نظام الحزب الواحد | الحزب الحاكم أو التحالف                       | الإنتخابات الأخيرة           |
| قبرص            | •                  |                  |                   |                   | الحزب التقدمى للشعب العامل، التجمع الديمقراطي | الانتخابات الرئاسية 2008     |
| مرتفعات قره باغ | •                  |                  |                   |                   |                                               |                              |
| قطر             |                    |                  |                   |                   | (لا يوجد أحزاب سياسية فعلية)                  | (لا يوجد أحزاب سياسية فعلية) |
| جزر القمر       |                    | •                |                   |                   | معسكر جزر المستقلون                           | الانتخابات التشريعية 2004    |
| قيرغيزستان      | •                  |                  |                   |                   |                                               |                              |
| --------------- | ------------------ | ---------------- | ----------------- | ----------------- | --------------------------------------------- | ---------------------------- |

### ك
| الدولة                      | نظام الحزب         | نظام الحزب       | نظام الحزب        | نظام الحزب        | الحزب الحاكم أو التحالف                                                                                  | الإنتخابات الأخيرة                                 |
| الدولة                      | نظام متعدد الأحزاب | نظام ثنائي الحزب | نظام الحزب الحاكم | نظام الحزب الواحد | الحزب الحاكم أو التحالف                                                                                  | الإنتخابات الأخيرة                                 |
| كازاخستان                   |                    |                  | •                 |                   | نور اوتان                                                                                                |                                                    |
| كاليدونيا الجديدة           | •                  |                  |                   |                   | |                                                    |
| الكاميرون                   |                    |                  | •                 |                   | الحركة الديمقراطية الشعبية في الكاميرون                                                                  | الانتخابات البرلمانية 2007                         |
| جزر الكايمن                 |                    | •                |                   |                   | الحزب الديمقراطي المتحد                                                                                  | الانتخابات العامة 2009                             |
| كرواتيا                     | •                  |                  |                   |                   | الاتحاد الديمقراطي الكرواتي                                                                              | الانتخابات البرلمانية 2007                         |
| كمبوديا                     |                    |                  | •                 |                   | حزب الشعب الكمبودي                                                                                       | الانتخابات البرلمانية 2008                         |
| كندا                        | •                  |                  |                   |                   | حزب المحافظين الكندي                                                                                     | الانتخابات الفيدرالية 2011                         |
| كوبا                        |                    |                  |                   | •                 | الحزب الشيوعي الكوبي                                                                                     | الانتخابات التشريعية 2008                          |
| كوريا الجنوبية              | •                  |                  |                   |                   | الحزب الوطني الكبير                                                                                      |                                                    |
| كوريا الشمالية              |                    |                  |                   | •                 | حزب العمال الكوري، الحزب الديمقراطي الاشتراكي، حزب شيوندويست شونغو                                       | الانتخابات البرلمانية 2009                         |
| كوستاريكا                   | •                  |                  |                   |                   | حزب التحرير الوطني (بي ال ان)                                                                            | الانتخابات العامة 2010                             |
| كوسوفو                      | •                  |                  |                   |                   | الحزب الديمقراطي في كوسوفا (بيديكيه) - تحالف كوسوفو الجديد (اكر) (التحالف من أجل كوسوفو جديد (كي كي ار)) | الانتخابات العامة 2010                             |
| كولومبيا                    | •                  |                  |                   |                   | الحزب الاشتراكي الوطني المتحد (حزب اليو)                                                                 | الانتخابات التشريعية 2010 الانتخابات الرئاسية 2010 |
| جزر كوك                     |                    | •                |                   |                   | حزب جزر الكوك                                                                                            | الانتخابات العامة للبرمان ال13 في 2010             |
| جمهورية الكونغو             |                    |                  | •                 |                   | حزب العمل الكونغولي                                                                                      | الانتخابات البرلمانية 2007                         |
| جمهورية الكونغو الديمقراطية | •                  |                  |                   |                   | تحالف الأغلبية الرئاسية                                                                                  | الانتخابات العامة انتخابات مجلس الشيوخ 2007        |
| الكويت                      |                    |                  |                   |                   | (لا يوجد حزب سياسي فعلياً)                                                                                | (لا يوجد حزب سياسي فعلياً)                          |
| كيريباس                     |                    | •                |                   |                   | |                                                    |
| كينيا                       | •                  |                  |                   |                   | حزب الوحدة الوطني(كينيا)، الحركة الديمقراطية البرتقالية                                                  | الانتخابات العامة 2007                             |
| --------------------------- | ------------------ | ---------------- | ----------------- | ----------------- | --- | -------------------------------------------------- |

### ل
| الدولة     | نظام الحزب         | نظام الحزب       | نظام الحزب        | نظام الحزب        | الحزب الحاكم أو التحالف                                          | الإنتخابات الأخيرة         |
| الدولة     | نظام متعدد الأحزاب | نظام ثنائي الحزب | نظام الحزب الحاكم | نظام الحزب الواحد | الحزب الحاكم أو التحالف                                          | الإنتخابات الأخيرة         |
| لاتفيا     | •                  |                  |                   |                   | الوحدة(لاتفيا)، اتحاد الخضر والمزارعين، التحالف الوطني (لاتفيا)) | الانتخابات البرلمانية 2010 |
| لاوس       |                    |                  |                   | •                 | حزب لاوس الثوري الشعبي                                           |                            |
| لبنان      | •                  |                  |                   |                   |                                                                  |                            |
| لوكسمبورغ  | •                  |                  |                   |                   |                                                                  |                            |
| ليبيا      |                    |                  |                   |                   | (لا حزب سياسي فعلياً)                                             | (لا حزب سياسي فعلياً)       |
| ليبيريا    | •                  |                  |                   |                   |                                                                  |                            |
| ليتوانيا   | •                  |                  |                   |                   |                                                                  |                            |
| ليختنشتاين |                    | •                |                   |                   |                                                                  |                            |
| ليسوتو     |                    |                  | •                 |                   |                                                                  | كونجرس ليسوتو للديمقراطية  |
| ---------- | ------------------ | ---------------- | ----------------- | ----------------- | ---------------------------------------------------------------- | -------------------------- |

### م
| الدولة               | نظام الحزب         | نظام الحزب       | نظام الحزب        | نظام الحزب        | الحزب الحاكم أو التحالف                                                                            | الإنتخابات الأخيرة                               |                      |
| الدولة               | نظام متعدد الأحزاب | نظام ثنائي الحزب | نظام الحزب الحاكم | نظام الحزب الواحد | الحزب الحاكم أو التحالف                                                                            | الإنتخابات الأخيرة                               |                      |
| جزر مارشال           |                    | •                |                   |                   | |                                                  |                      |
| جزر ماريانا الشمالية |                    | •                |                   |                   | |                                                  |                      |
| ماكاو                | •                  |                  |                   |                   | |                                                  |                      |
| المالديف             | •                  |                  |                   |                   | الحزب الديمقراطي                                                                                   | الانتخابات الرئاسية 2008                         |                      |
| مالطا                |                    | •                |                   |                   | |                                                  |                      |
| مالي                 | •                  |                  |                   |                   | |                                                  |                      |
| ماليزيا              |                    |                  | •                 |                   | الجبهة الوطنية باريسان                                                                             | الانتخابات العامة 2008                           |                      |
| جزيرة مان            |                    |                  |                   |                   | (لا حزب سياسي فعلياً)                                                                               | (لا حزب سياسي فعلياً)                             |                      |
| ميكرونيزيا           |                    |                  |                   |                   | | (لا حزب سياسي فعلياً)                             | (لا حزب سياسي فعلياً) |
| مايوت                | •                  |                  |                   |                   | |                                                  |                      |
| المجر                | •                  |                  |                   |                   | فيديسز - الاتحاد المدني المجري                                                                     | الانتخابات البرلمانية 2010                       |                      |
| مدغشقر               | •                  |                  |                   |                   | |                                                  |                      |
| مصر                  | •                  |                  |                   |                   | |                                                  |                      |
| المغرب               | •                  |                  |                   |                   | حزب الاستقلال، حزب العدالة والتنمية وأحزاب أخرى                                                    | انتخابات برلمانية 2007                           |                      |
| مقدونيا              | •                  |                  |                   |                   | |                                                  |                      |
| المكسيك              | •                  |                  |                   |                   | حزب الحركة الوطني المكسيكي                                                                         | الانتخابات العامة 2006 الانتخابات التشريعية 2009 |                      |
| مالاوي               | •                  |                  |                   |                   | |                                                  |                      |
| المملكة المتحدة      | •                  |                  |                   |                   | ا الديمقراطيون الليبراليون، حزب المحافظين (الاتفاق التخالفي الليبرالي الديمقراطي مع حزب المحافظين) | الانتخابات العامة 2010                           |                      |
| منغوليا              | •                  |                  |                   |                   | حزب الشعب المنغولي                                                                                 | الانتخابات الرئاسية 2009                         |                      |
| موريتانيا            | •                  |                  |                   |                   | |                                                  |                      |
| موريشيوس             | •                  |                  |                   |                   | |                                                  |                      |
| موزمبيق              |                    | •                |                   |                   | |                                                  |                      |
| مولدوفا              | •                  |                  |                   |                   | |                                                  |                      |
| موناكو               |                    |                  | •                 |                   | | تحالف الاتحاد من أجل موناكو                      |                      |
| مونتسرات             |                    | •                |                   |                   | |                                                  |                      |
| -------------------- | ------------------ | ---------------- | ----------------- | ----------------- | -------------------------------------------------------------------------------------------------- | ------------------------------------------------ | -------------------- |

### ن
| الدولة        | نظام الحزب         | نظام الحزب       | نظام الحزب        | نظام الحزب        | الحزب الحاكم أو التحالف                                                                                   | الإنتخابات الأخيرة              |
| الدولة        | نظام متعدد الأحزاب | نظام ثنائي الحزب | نظام الحزب الحاكم | نظام الحزب الواحد | الحزب الحاكم أو التحالف                                                                                   | الإنتخابات الأخيرة              |
| ناميبيا       |                    |                  | •                 |                   | منظمة جنوب غرب أفريقيا الشعبية                                                                            | الانتخابات العامة 2009          |
| ناورو         |                    |                  |                   |                   | | (لا أحزاب في البرلمان)          |
| النرويج       | •                  |                  |                   |                   | تحالف الحمر والخضر                                                                                        | الانتخابات البرلمانية 2009      |
| النمسا        | •                  |                  |                   |                   | حزب النمسا الاجتماعي الديمقراطي، حزب الشعب النمساوي                                                       | الانتخابات التشريعية 2008       |
| جزيرة نورفولك |                    |                  |                   |                   | (لا حزب سياسي فعلياً)                                                                                      | (لا حزب سياسي فعلياً)            |
| نيبال         | •                  |                  |                   |                   | حزب النيبال الشيوعي (الماركسي المتحد)، حزب النيبال الشيوعي (الماركسي - اللينيني الموحد)، المؤتمر النيبالي | انتخابات الجمعية الدستورية 2008 |
| النيجر        | •                  |                  |                   |                   | حزب النيجر الديموقراطي الاشتراكي                                                                          | الانتخابات العامة 2010          |
| نيجيريا       | •                  |                  |                   |                   | الحزب الديمقراطي الشعبي                                                                                   | الانتخابات العامة 2007          |
| نيكاراغوا     | •                  |                  |                   |                   | الجبهة الساندينية للتحرير الوطني (اف اس ال ان)                                                            | الانتخابات العامة 2006          |
| نيوزيلندا     | •                  |                  |                   |                   | الحزب الوطني أكت نيوزيلندا، حزب الماوري، مستقبل نيوزيلاند المتحدة (دعم الحكومة)                           | الانتخابات العامة 2008          |
| نيووي         |                    |                  |                   |                   | (لا حزب سياسي فعلياً)                                                                                      | (لا حزب سياسي فعلياً)            |
| ------------- | ------------------ | ---------------- | ----------------- | ----------------- | --- | ------------------------------- |

### هـ
| الدولة    | نظام الحزب         | نظام الحزب       | نظام الحزب        | نظام الحزب        | الحزب الحاكم أو التحالف                                                                     | الإنتخابات الأخيرة        |
| الدولة    | نظام متعدد الأحزاب | نظام ثنائي الحزب | نظام الحزب الحاكم | نظام الحزب الواحد | الحزب الحاكم أو التحالف                                                                     | الإنتخابات الأخيرة        |
| هايتي     | •                  |                  |                   |                   | فون ليسبوا                                                                                  | الانتخابات العامة 2006    |
| الهند     | •                  |                  |                   |                   | التحالف التقدمي المتحد                                                                      | الانتخابات العامة 2009    |
| هندوراس   |                    | •                |                   |                   | الحزب الوطني الهندوراسي                                                                     | الانتخابات العامة 2009    |
| هولندا    | •                  |                  |                   |                   | حزب الشعب للحرية والديمقراطية، حزب النداء الديمقراطي المسيحي، حزب من أجل الحرية (دعم حكومي) | الانتخابات العامة 2010    |
| هونغ كونغ | •                  |                  |                   |                   | التحالف الديمقراطي لتحسين وتقدم هونغ كونغ                                                   | الانتخابات التشريعية 2008 |
| --------- | ------------------ | ---------------- | ----------------- | ----------------- | ------------------------------------------------------------------------------------------- | ------------------------- |

### و
| الدولة           | نظام الحزب         | نظام الحزب       | نظام الحزب        | نظام الحزب        | الحزب الحاكم أو التحالف | الإنتخابات الأخيرة                              |
| الدولة           | نظام متعدد الأحزاب | نظام ثنائي الحزب | نظام الحزب الحاكم | نظام الحزب الواحد | الحزب الحاكم أو التحالف | الإنتخابات الأخيرة                              |
| واليس وفوتونا    | •                  |                  |                   |                   | (لا يوجد)               | انتخابات الجمعية الإقليمية 2007                 |
| الولايات المتحدة |                    | •                |                   |                   | الحزب الديمقراطي        | الانتخابات العامة 2008 - انتخابات الكونجرس 2010 |
| ---------------- | ------------------ | ---------------- | ----------------- | ----------------- | ----------------------- | ----------------------------------------------- |

### ي
| الدولة  | نظام الحزب         | نظام الحزب       | نظام الحزب        | نظام الحزب        | الحزب الحاكم أو التحالف             | الإنتخابات الأخيرة                                               |
| الدولة  | نظام متعدد الأحزاب | نظام ثنائي الحزب | نظام الحزب الحاكم | نظام الحزب الواحد | الحزب الحاكم أو التحالف             | الإنتخابات الأخيرة                                               |
| اليابان |                    | •                |                   |                   | الحزب الديمقراطي الياباني           | الانتخابات العامة اليابانية 2009                                 |
| اليمن   |                    |                  | •                 |                   | المؤتمر الشعبي العام,اللقاء المشترك | المبادرة الخليجية 2011                                           |
| اليونان |                    | •                |                   |                   | الحركة الاشتراكية الهيلينية         | الانتخابات التشريعية 2009، (انتخابات مبكرة، لم تتم حتى عام 2011) |
| ------- | ------------------ | ---------------- | ----------------- | ----------------- | ----------------------------------- | ---------------------------------------------------------------- |

## وصلات خارجية
- المصادر السياسية على الإنترنت
- الأطراف اليسارية في العالم نسخة محفوظة 1 يوليو 2019 على موقع واي باك مشين. - مفصلة عن الموارد الأحزاب ذات الميول اليسارية (الكبيرة والصغيرة) في كل بلد